# ورزشگاه خالد بن محمد
ورزشگاه خالد بن محمد (به عربی: ملعب خالد بن محمد) یک ورزشگاه چندمنظوره که در درجه اول برای مسابقات فوتبال استفاده می‌شود. در امارات متحده عربی است. ورزشگاه گنجایش ۱۲٬۰۰۰ نفر را دارا است.